# Palech
Palech (russisch Па́лех) ist eine Siedlung städtischen Typs mit 5337 Einwohnern (Stand 14. Oktober 2010) in der Oblast Iwanowo, Russland. Der Ort ist vor allem für das hier gepflegte Ikonenmaler- und Lackier-Handwerk bekannt.

## Geographie und Verkehr
Palech liegt im Süden der Oblast Iwanowo, 64 km von der Gebietshauptstadt Iwanowo und 30 km von der nächstgelegenen Stadt Schuja entfernt. Es ist Verwaltungszentrum des gleichnamigen Rajons (Landkreises) der Oblast. Durch den Ort fließt das Flüsschen Paleschka. Es besteht eine Landstraßenverbindung nach Iwanowo und Nischni Nowgorod, jedoch keine eigene Eisenbahnanbindung: der nächste Personenbahnhof befindet sich in Schuja.

## Geschichte
Palech entstand laut urkundlichen Erwähnungen spätestens im 15. Jahrhundert als Dorf und hatte diesen Status noch bis ins 20. Jahrhundert inne. Der Ortsname hat seinen Ursprung in finno-ugrischen Sprachen, was eine Besiedelung der heutigen Ortsumgebung noch weit vor dem 12. Jahrhundert vermuten lässt. Im 15. Jahrhundert gehörte das Dorf einem Sohn des Zaren Iwan IV. (des Schrecklichen), gegen Ende des Jahrhunderts entstand dort erstmals eine (hölzerne) Kirche, ein Vorgängerbau der heutigen Kirche der Kreuzerhöhung.

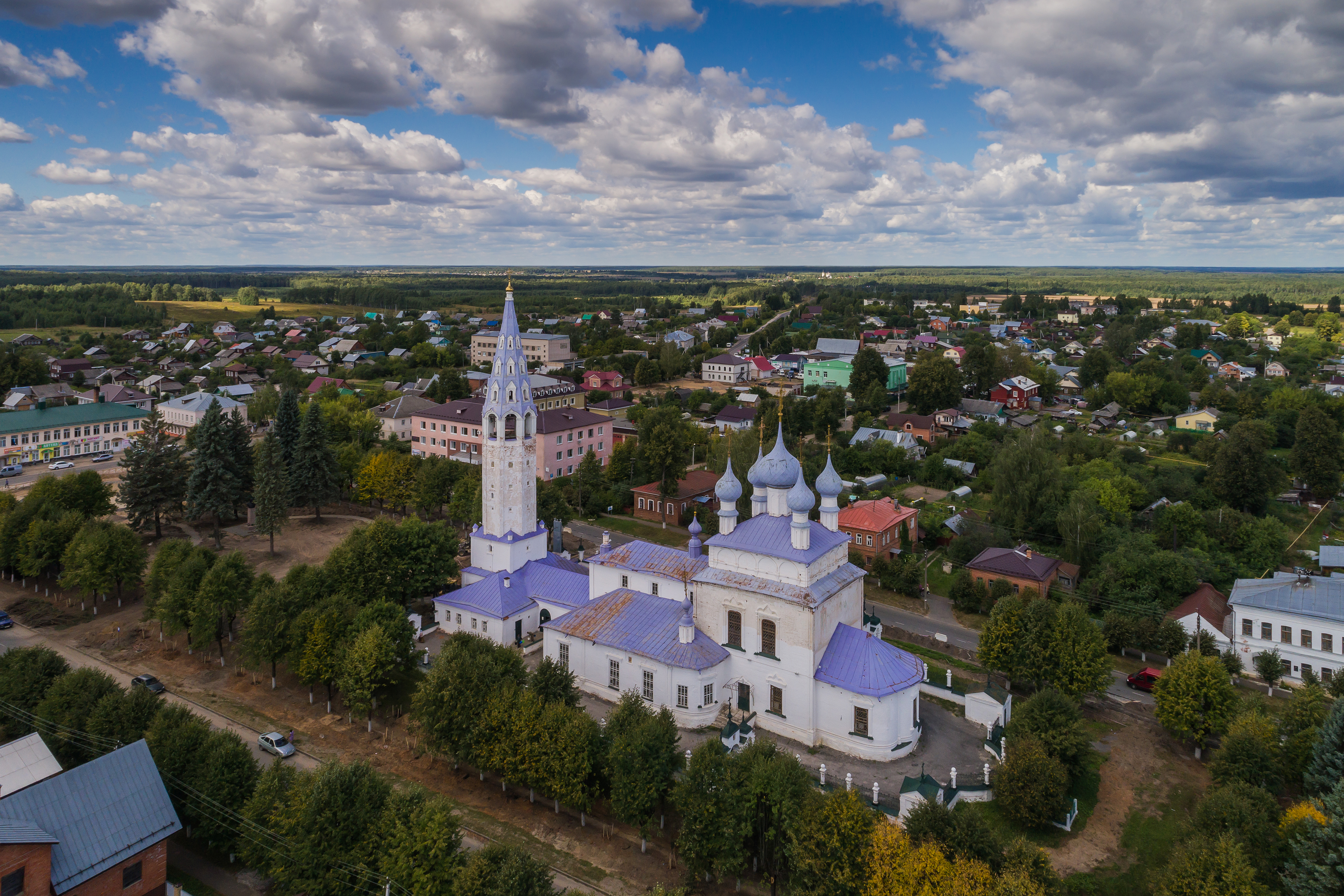
Kreuzerhöhungskirche in Palech

Die Entstehung der Palecher Ikonenmalerkunst wird ab dem 16. Jahrhundert vermutet, als Palech zu einem Handwerkerort wurde, in dem unter anderem Holzschnitzer tätig waren. Zum Anfang des 18. Jahrhunderts etablierte sich hier bereits ein eigenständiger Stil der Ikonenmaler, der unter anderem an Traditionen des alten Susdaler Staates anknüpfte.
Nach der Oktoberrevolution 1917 ging die Ikonenmalerei in Palech im Zusammenhang mit der staatlichen antireligiösen Kampagne der Kommunisten stark zurück und hörte zeitweilig fast auf zu existieren. 1924 entstand im Ort eine Artel von Künstlern, die sich auf Holzmalereien sowie auf Lackminiaturen (siehe: Lackminiaturen aus Palech) spezialisierten. Dieses Handwerk (sogenannte Palech-Miniatur) hat in Palech bis heute Bestand, außerdem werden seit dem Ende der Sowjetunion die alten Ikonenmalertraditionen wiederbelebt.
1947 erhielt Palech den Status einer Siedlung städtischen Typs.

### Bevölkerungsentwicklung
| Jahr | Einwohner |
| ---- | --------- |
| 1939 | 2583      |
| 1959 | 3363      |
| 1970 | 4678      |
| 1979 | 5446      |
| 1989 | 6202      |
| 2002 | 5814      |
| 2010 | 5337      |

Anmerkung: Volkszählungsdaten

## Wirtschaft
Heute lebt Palech vorwiegend vom Handwerk und vom Tourismus; es gibt eine Kunstschule und mehrere Holzmalerei-Werkstätten. Weitere, zur Sowjetzeit existente Industriebetriebe (darunter Textilfabriken) sind seit den 1990er-Jahren außer Betrieb.

## Söhne und Töchter des Ortes
- Pawel Korin (1892–1967), Maler